# Antonio Permunian
Antonio Permunian (Bellinzona, 1930. augusztus 15. – Bellinzona, 2020. március 5.) válogatott svájci labdarúgókapus.

## Pályafutása
1948–1960 között az AC Bellinzona, 1960–1966 között az FC Luzern labdarúgója volt. 1966–1968 között az AC Bellinzona csapatában fejezte be az aktív játékot.
1955–1962 között 11 alkalommal szerepelt a svájci válogatottban, melynek tagjaként részt vett az 1962-es chilei világbajnokságonon.

## Sikerei, díjai
AC Bellinzona
- Svájci bajnokság
  - bajnok: 1947–48